# Šampanja (provinca)
Šampanja (Champagne, francosko: [ʃɑ̃paɲ] ) je bila provinca na severovzhodu Francoskega kraljestva, zdaj najbolj znana kot vinska regija Šampanja za peneče belo vino, ki nosi to ime v današnji Franciji. Grofija Šampanja, ki izvira iz zgodnjesrednjeveškega kraljestva Avstrazije, je leta 1314 prešla na francosko krono.
Nekdaj so ji vladali šampanjski grofje, njen zahodni rob pa je bil približno 160 km vzhodno od Pariza. Mesta Troyes, Reims in Épernay so trgovska središča območja. Leta 1956 je večina Šampanje postala del francoske upravne regije Šampanja-Ardeni, ki je obsegala štiri departmaje: Ardenes, Aube, Haute-Marne in Marne. Od 1. januarja 2016 se je Šampanja-Ardeni združila s sosednjima regijama Alzacija in Lorena v novo regijo Grand Est.

## Etimologija
Ime Champagne, prej pisano Champaigne, izvira iz francoščine, kar pomeni »odprta dežela« (primerna za vojaške manevre) in iz latinščine campanius, kar pomeni »ravna dežela« ali »ravnina«, kar je tudi izpeljava imena italijanske regije Kampanije. Toponim izvira iz renesanse in opisuje njeno prostrano ravno pokrajino, obrobljeno s kredo.

## Zgodovina
V antičnih časih je bila Šampanja poselitveno območje keltskih Catalaunov. Po osvojitvi Galije (58-51 pr. n. št.) Gaja Julija Cezarja je postalo del rimske province Gallia Belgica. Med zatonom Rimskega cesarstva je rimski general Flavij Aetij tukaj končal napredovanje Hunov pod vodstvom Atile v bitki na Katalonskih poljih leta 451.
Do leta 1825 so bili vsi francoski kralji kronani in maziljeni v stolnici v Reimsu. Zaradi velikih sejmov v Reimsu in Troyesu je regija postala ena gospodarsko najpomembnejših v Evropi. V 18. in 19. stoletju sta se tu razvili tekstilna in kovinska industrija, ki sta po letu 1930 delno izgubili svoj pomen, po letu 1970 pa popolnoma.
V visokem srednjem veku je bila pokrajina znana po šampanjskih sejmih, ki so bili zelo pomembni v gospodarstvu zahodnih družb. Viteška romanca je imela svoje prve začetke v grofiji Šampanji s slavnim pisateljem Chrétienom de Troyesom, ki je pisal zgodbe o Okrogli mizi iz Arturjevih legend.
Nekaj šampanjskih grofov je bilo francoskih kraljev z grofovskim naslovom, ki se je leta 1314 združil s francosko krono, ko je Ludvik I., kralj Navare in grof Šampanje, postal kralj Francije kot Ludvik X.. Grofe Šampanje je francoska aristokracija zelo cenila.